# Perfume: The Story of a Murderer
Perfume: The Story of a Murderer (bra: Perfume - A História de um Assassino; prt: O Perfume - História de um Assassino) é um filme teuto-franco-espanhol de 2006, dos gêneros drama, suspense e policial, dirigido por Tom Tykwer, roteiro dele, Andrew Birkin e Bernd Eichinger baseado no romance Das Parfum, die Geschichte eines Mörders, de Patrick Süskind.

## Sinopse
Oriundo de família pobre de Paris, Jean-Baptiste Grenouille percebe desde jovem uma acurada sensibilidade olfativa. Sobrevivendo às péssimas condições de trabalho num curtume, Grenouille vai trabalhar na perfumaria de Baldini, onde se torna seu aprendiz e logo o supera, tornando-se especialista na arte de criar essências. Na busca pela perfeição, essas fragrâncias se convertem numa obsessão que o afasta do convívio humano e perigosamente o aproxima das mulheres bem jovens, atraído por seu perfume.

## Elenco
- Ben Whishaw como Jean-Baptiste Grenouille
- Dustin Hoffman como Giuseppe Baldini
- Alan Rickman como Antoine Richis
- Rachel Hurd-Wood como Laura Richis
- Karoline Herfurth
- Paul Berrondo
- Farmen Contreras
- Jesus Del Caso
- Anna Diogene
- Sam Douglas
- Alba Fer
- Sara Forestier
- Carlos Gramaje
- Corinna Harfouch
- Andrés Herrera
- Thomas Lenox
- Perry Millward
- Birgit Minichmayr
- Jaume Montané
- Francesca Piñón
- Dora Romano
- Jessica Schwarz
- Sian Thomas
- Montse Triola
- Reg Wilson